# Schwende-Rüte
Schwende-Rüte (schweizertyska: Schwendi-Rüüti) är ett distrikt i kantonen Appenzell Innerrhoden i Schweiz. Distriktet skapades den 1 maj 2022 genom sammanslagningen av de tidigare distrikten Rüte och Schwende. Schwende-Rüte har 6 060 invånare (2023).
I Appenzell Innerrhoden har distrikten samma funktion som kommunerna har i övriga kantoner, därför är inte Schwende-Rüte indelat i kommuner.
Till distriktet hör orterna Brülisau, Eggerstanden, Schwende, Steinegg (huvudort), Wasserauen, Weissbad samt en del av orten Appenzell. I distriktet ligger också delar av bergsområdena Säntis och Alpstein.